# Asia Central soviética

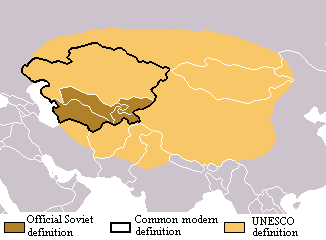
Mapa de Asia Central mostrando tres asentamientos euroasiaticos de la región.

La región soviética de Asia Central comprende el área de Asia Central de la Unión Soviética desde 1918 hasta 1991. Durante la época del Imperio ruso fue conocida como Turquestán Ruso. En el siglo XX se produjeron varios cambios administrativos entre los años 1920 y 1930.

## Divisiones administrativas

### Divisiones anteriores

#### RASS del Turquestán

Mapa de 1922 mostrando las RSSA del Turquestán y Kirguistán.

A comienzos del siglo XVIII se estableció el Kanato kazajo. Durante este periodo las hordas kazajas combatieron contra los zúngaros desde 1723 a 1730 con el consecuente "Gran Desastre" de la invasión de los territorios kazajos. Bajo el liderazgo de Abul Khair Khan, estos ganaron las mayores contiendas sobre los zúngaros en el río Bulanty en 1726 y la batalla de Anrakai en 1729. Durante el siglo XIX, el Imperio ruso comenzó a expandirse hasta abarcar Asia Central.
Durante la colonización anglo-rusa se creó un periodo conocido como El Gran Juego en el que comenzó un conflicto diplomático entre los británicos y el Imperio ruso desde 1813 hasta 1907. Tras la Revolución rusa de 1917, entraron en una segunda fase menos intensa. los zares controlaban la mayor parte del territorio de lo que hoy se conoce como Kazajistán y Kirguistán.
Tras la caída del Imperio ruso con la posterior revolución, siguió la guerra civil rusa que duró desde 1918 hasta 1921. Tras el final se crearon la Unión Soviética formadas por otras repúblicas con Rusia como gobierno central y dominante. La RASS del Turquestán (en un principio como RSFS) fue creada a raíz del krai de Turquestán del anterior Imperio desde el 30 de abril de 1918 hasta el 27 de octubre de 1924. Su capital era Taskent con una población cercana a 5 millones de habitantes.
Las fuerzas persas y británicas intentaron cercar Bakú, RSS de Azerbaiyán y el puerto de Turkmenbashi, en Turquestán. Durante los próximos años se vivieron sublevaciones antibolcheviques por parte del Movimiento Blanco y los basmachíes en las localidades de Bujará, Jiva, Samarcanda, Kokand, Dusambé, y el antiguo óblast de Transcaspia.
En 1924 el Turquestán se fragmentó en varias repúblicas: las RSS de Turkmenistán, Uzbekistán, la República Autónoma Socialista Soviética de Tayikistán y los Óblasts autónomos Kara-Kirguís (dentro de la RSFS de Rusia) y de Karakalpakia (dentro de la RSS de Uzbekistán).

#### RPS de Bujará

Bandera de la RPS de Bujará

En marzo de 1918, los activistas del Movimiento Juvenil de Bujará informaron a los bolcheviques que estaban preparados para la revolución y que estaban a la espera de la liberación. El ejército Rojo entró a ciudad y exigió al emir Alim Khan que capitulara ante los ciudadanos. De acuerdo con varias fuentes rusas, el emir respondió con una masacre contra la delegación bolchevique, varios ciudadanos de nacionalidad rusa y de varios territorios aledaños a la república. La mayoría de los bujaranos no apoyaron la invasión y los militares heridos se trasladaron a Taskent.
Sin embargo, el emir solo obtuvo el apoyo temporal de sus ciudadanos. A medida que la Guerra Civil avanzaba hacia el sur, Moscú envió refuerzos a Asia Central y el 2 de septiembre de 1920 el ejército bajo las órdenes del General Mijaíl Frunze asedió la ciudad. Tras cuatro días de combate, la ciudadela del emir fue destruida y en el minarete de Kalyan se izó la bandera soviética. En consecuencia el emir se vio obligado a exiliarse a Dusambé de donde partió hacía Kabul, Afganistán
Poco después de la toma de Bujará, una pequeña comunidad de Qingir contraria al ejército soviético se autoproclamó independiente, pero fueron derrotados a los catorce días de cerco por parte de los bolcheviques rusos y bujoríes. De inmediato, la comunidad independiente pasó a formar parte de la República Comunista de Bujará.
El 8 de octubre de 1920 se proclamó la República Popular de Bujará bajo el gobierno de Fayzullo Xojayev. Pero los contrarios al gobierno y fieles al derocado emir empezaron una revuelta hasta que en 1922, la mayor parte del territorio fue controlado por las Basmachi. Iósif Stalin comenzó una purga contra los sublevados y mandó al exilio a la mayor parte de la población bujorí además de una comunidad judía que residía en la república.
Anteriormente a la fundación del Estado de Israel, la comunidad judía bujara fue una de las más aisladas del mundo.
Tras el establecimiento de la normativa soviética de 1917 en el territorio, la sociedad judía se vio perjudicada. Durante los 20 y 30, centenares de judíos se vieron obligados a emigrar a Palestina tras años de persecución política y represión.

#### RPS y RSS de Corasmia

Bandera de la RPS de Corasmia

En febrero de 1920 se fundó la República Popular Soviética de Corasmia como sucesora del Kanato de Jiva y el 26 de abril declararon la independencia. El 20 de octubre de 1923 pasó a ser república socialista hasta el 17 de febrero de 1925, cuando su territorio fue dividido entre Uzbekistán, Turkmenistán y el Óblast Autónomo de Karakalpakia como parte de la reorganización del territorio centroasiatico de acuerdo con las nacionalidades.

#### Óblast Autónomo de Karakalpakia
El 19 de febrero de 1925 se creó el Óblast Autónomo de Karakalpakia tras separar el territorio étnico de los karakalpakos de la RSSA de Turkmenistán y la RPS de Corasmia.
La región estuvo al principio ubicada en la RASS de Kazajistán hasta que fue transferida a Rusia desde el 20 de julio de 1930 hasta el 20 de marzo de 1932 mientras iba alcanzando el grado de RASS de Karakalpakia. El 5 de diciembre de 1936 pasó a formar parte de la RSS de Uzbekistán.

#### RASS de Kazajistán
La República Autónoma Socialista Soviética de Kazajistán fue una república autónoma de la Unión Soviética. El 5 de diciembre de 1936 alcanzó el grado de RSS de Kazajistán.

### Repúblicas Socialistas

#### RSS de Kazajistán

Bandera de la RSS de Kazajistán

La RSS de Kazajistán se fundó el 5 de diciembre de 1936. En un principio fue denominada como RSSA de Kazajistán y fue parte de la RSFS de Rusia. Entre el 15 y el 19 de 1925 fue renombrada a República Socialista Soviética. Durante los 50 y 60, los ciudadanos soviéticos fueron llamados a asentarse en las "tierras vírgenes" de Kazajistán. La afluente inmigración hacia territorio kazajo (en especial rusos y ucranianos aparte de otras etnias como los alemanes del Volga y chechenos) hizo que la variedad multiétnica superara a los nativos. 
En 1924 cambiaron las fronteras de las unidades políticas de Asia Central junto con los linajes étnicos de la población determinado por el Komissar de las nacionalidades bajo el mando de Stalin. Las repúblicas del Turkestan, de Bujará y de Corasmia quedaron abolidas y sus territorios quedaron divididos en cinco territorios que al tiempo serían RSS, una de ellas fue la RSS de Uzbekistán.
Almaty es la ciudad más densa con una población de 1.226.000 habitantes (según el censo de 2005). La población étnica se divide en un 43,6% de kazajos, 40,2% rusos, 5,7% uyghur, 2,1% tártaros, 1,8% coreanos, 1,7% ucranianos, 0,7% alemanes.
En 1820 se fundó la localidad de Kyzylorda como fortaleza de Ak-Mechet (traducido como "Mezquita blanca"). La etimología proviene del kazajo "Centro rojo".
En 1613 los cosacos fundaron Oral bajo el nombre de Yaitsk por el río Yaik. Durante la Guerra Civil, la ciudad estuvo cercada. Actualmente su población es de 210.600 habitantes con una población compuesta por un 54% de rusos, 34% de kazajos y el resto entre ucranianos y alemanes.

#### RSS de Kirguistán

Bandera de la RSS de Kirguistán

La RSS de Kirguistán, a menudo conocida como RSS de Kirguizia, fue una de las quince repúblicas constituyentes que formaron la Unión Soviética. El 14 de octubre de 1924 fue establecida como óblast autónomo de la RSFS de Rusia bajo el nombre de Kara Kirguizia. El 1 de febrero de 1926 continuaba formando parte de Rusia como RSSA de Kirguistán. Hoy en día es un país independiente ubicado en pleno Asia Central.
El 5 de diciembre se creó la República Socialista tras separarse del estado central durante las últimas fases de la delimitación soviética.
Biskek es la capital y la localidad más habitada con una población cercana a los 900.000 habitantes según el censo de 2005. En 1862, el Imperio ruso destruyó la fortaleza local y empezó a asentar a inmigrantes rusos. Tras varios años produciendo terrenos con suelo negro por parte de los zares, los soviéticos tomaron el control. En 1926, la ciudad pasó a ser la capital y fue renombrada como Frunze en homenaje a Mijaíl Frunze, considerado un héroe de la patria y uno de los más cercanos a Lenin hasta que en 1991 se declaró la independencia.

#### RSS de Tayikistán

Bandera de la RSS de Tayikistán

La RSS de Tayikistán fue uno de los nuevos estados creados dentro de Uzbekistán en 1924. En 1929 se separó del territorio uzbeko y recibió el estatus de República Socialista. La localidad de Dusambé se convirtió en una importante región estratégica frente a Afganistán.
Tayikistán tiene tres exclaves localizados en el Valle de Fergana. El más extenso es Voruj, que ocupa un área de entre 95 a 130 km² y una población aproximada entre 23 y 24.000 habitantes distribuidos en 17 municipios en donde la población tayika es de un 95% frente al 5% que es kirguís, la región está ubicada a 45 km al sur de Isfara a la derecha del río Karafshin, dentro de territorio kirguís. Otro de los exclaves se encuentra también en Kirguistán y está asentado como una pequeña comunidad cerca de la estación férrea de Kairagach. El tercero es la localidad de Sarvan, la cual incluye una larga franja de cerca de 15 km de largo por 1 km de ancho junto a la carretera que conecta Angren con Kokand. El exclave es el único que se encuentra en territorio uzbeko.
En 1929, Dusambé fue renombrada a Stalinabad por Iósif Stalin hasta que en 1961, el entonces presidente Nikita Jruschov en el proceso de desestalinicación devolvió el nombre anterior a la localidad. Los soviets implantaron un centro de producción y cosecha de algodón y producción de seda y realojó a millares de vecinos por varios puntos de la Unión Soviética. La población fue incrementándose con inmigrantes tayikos que emigraron de Bujará y Samarcanda. Años más tarde se construirían la universidad y la Academia de las Ciencias de Tayikistán. En 1990 se produjo una rebelión nacionalista debido a los rumores que corrían de que el gobierno de Moscú iba a trasladar varios centenares de refugiados armenios a Tayikistán. Tiempo atrás tuvo gran presencia militar durante la guerra con Afganistán.

#### RSS de Turkmenistán

Bandera de la RSS de Turkmenistán

La RSS de Turkmenistán fue una de las 15 repúblicas constituyentes de la Unión Soviética. En un principio fue establecida el 7 de agosto de 1921 como óblast de la RASS del Turquestán. El 13 de mayo alcanzó el grado de República Socialista y se separó de Turquestán. Actualmente es un estado independiente.
El Partido Comunista fue el Partido político que gobernó a la república, como parte de la Unión Soviética. Desde 1985 estuvo dirigido por Saparmyrat Nyýazow, hasta que en 1991, tras la disolución de la URSS y la creación del Turkmenistán independiente, fundó el PDT, alejado del dictamen comunista, el cual es ilegal desde su independencia.
Asjabad tiene una población cercana de 695.300 (según el censo de 2001) y es la principalmente una población de mayoría turcomana, con minorías rusas, armenias y azerís. Está ubicada a 920 km de Mashad, Irán y sus principales industrias son el textil de algodón y las metalúrgicas
Mary es la localidad más antigua con una población de 123.000 en 1999. Es conocida por su museo regional y su situación cercana a la antigua ciudad de Merv. Las alfombras de la región están consideradas de mejor calidad que las persas.

#### RSS de Uzbekistán

Bandera de la RSS de Uzbekistán

En 1924 las repúblicas de Kirguistán y Uzbekistán quedaron divididas a través del este del Valle de Fergana al igual que las laderas que los rodeaban. En 1928 aún pertenecía a Tayikistán como República Autónoma hasta independizarse junto al área de Juyand. El bloqueo del valle permitió realizar rutas entre Samarcanda a Bujará, pero ninguna de esas fronteras tuvieron tanto significado en los últimos años de la Unión Soviética.
Hata 1929 ambas naciones estaban unidas, pero cuando Tayikistán alcanzó el estatus de RSS, se separaron. En 1930, la capital de la RSS Uzbeka fue trasladada de Samarcanda a Taskent. En 1936 se anexionó la RASS de Karakalpakia cuando formaba parte de Kazajistán en los últimos tramos de fronteras de la Unión Soviética. A lo largo de los años, varias partes de ambos territorios fueron pasando del territorio uzbeko al kazajo y viceversa después de la Segunda Guerra Mundial. Durante los años de las grandes purgas de Stalin, más de un centenar de chechenos, coreanos y tártaros de Crimea fueron exiliados a Uzbekistán.
Taskent empezó a industrializarse durante los años 20 y 30, pero no fue hasta la II Guerra Mundial cuando experimentó su mayor apogeo al servir, las fábricas, de suministro para el ejército soviético contra la invasión Nazi. La población creció de manera vertiginosa debido a las olas de refugiados por la guerra que llevó a incrementar la población a más de 1 millón de habitantes. El 26 de abril de 1966, Taskent fue destruida por un terremoto de 7,5 en la escala Richter. Hasta la disolución de la Unión Soviética en 1991, fue la cuarta ciudad más grande y el mayor centro científico y de ingeniería.
Como capital de la nación, continuó siendo una ciudad prospera y su población fue de 2,1 millones de habitantes según el censo de 2006. Aunque desde su independencia, también ha sido objetivo de actos terroristas atribuidos a insurgentes islámicos apoyados por talibanes afganos.
Samarcanda es una de las ciudades más antiguas del mundo conocida por la ruta de la seda que conecta Europa con China. En 1370, Tamerlán decidió que la localidad fuera la capital de su imperio, el cual se extendía desde India hasta Turquía. A pesar de ser la segunda ciudad uzbeka, la mayor parte de su población son tayikos persoparlantes. Durante la dinastía de Tamerlane se construyeron varios monumentos importantes entre el mundo musulmán.

## Rebeliones anticomunistas

### Autonomía de Kokand

Bandera autonómica de Kokand (1917-1918)

Kokand es una localidad de Ferganá, Uzbekistán, localizada al suroeste del valle de Ferganá a 228 km de Taskent. En 1999 su población era de 192.500 habitantes. La ciudad es conocida como la "Ciudad del viento" y está a 409 m s. n. m.
La zona es el punto central de las antiguas rutas comerciales, dos de las principales carreteras están dentro del valle en la que una lleva a Taskent por el noroeste y el otro a Juyand hacia el oeste.
En 1876, el ejército del Imperio ruso, bajo las órdenes de Mijaíl Skóbelev se hicieron con el control de la ciudad, y esta pasó a formar parte del Turquestán Ruso. Tras la caída de la monarquía, el gobierno provisional intentó mantener el control desde Taskent. Rápidamente fue tomada y la oposición islámica local fueron derrotados. En abril de 1918, Taskent pasó a ser la capital de la RSSA del Turquestán, pero fue liberada por un gobierno provisional contrario a la Unión Soviética que clamaba la autonomía para el Turquestán (también conocido como Autonomía de Kokand).

### Autonomía de Alash

Bandera de Alash. La autonomía fue declarada en 1917 y se disolvió en 1920

La Autonomía de Alash fue un estado fundado el 13 de diciembre de 1917 hasta el 26 de agosto de 1920 cuando pasó a formar parte de Kazajistán. La capital estaba localizada en Semey.
Durante los años de libre autonomía de la región, existió un gobierno provisional kazajo conocido como las Ordas de Alask liderados por Ajmet Baytursinuli, Alijan Bokeijanov y Mirjaqip Dulatuli entre otros.
El 17 de diciembre de 1917, el Partido Alash Orda proclamó la autonomía del pueblo kazajo. El partido político estuvo formado por 25 miembros de los cuales 10 puestos estuvieron ocupados por personal no kazaja. Una vez conseguido su objetivo, formaron una comisión especial de educación y establecieron milicias armadas como parte de su ejército.

### Revuelta Basmachi

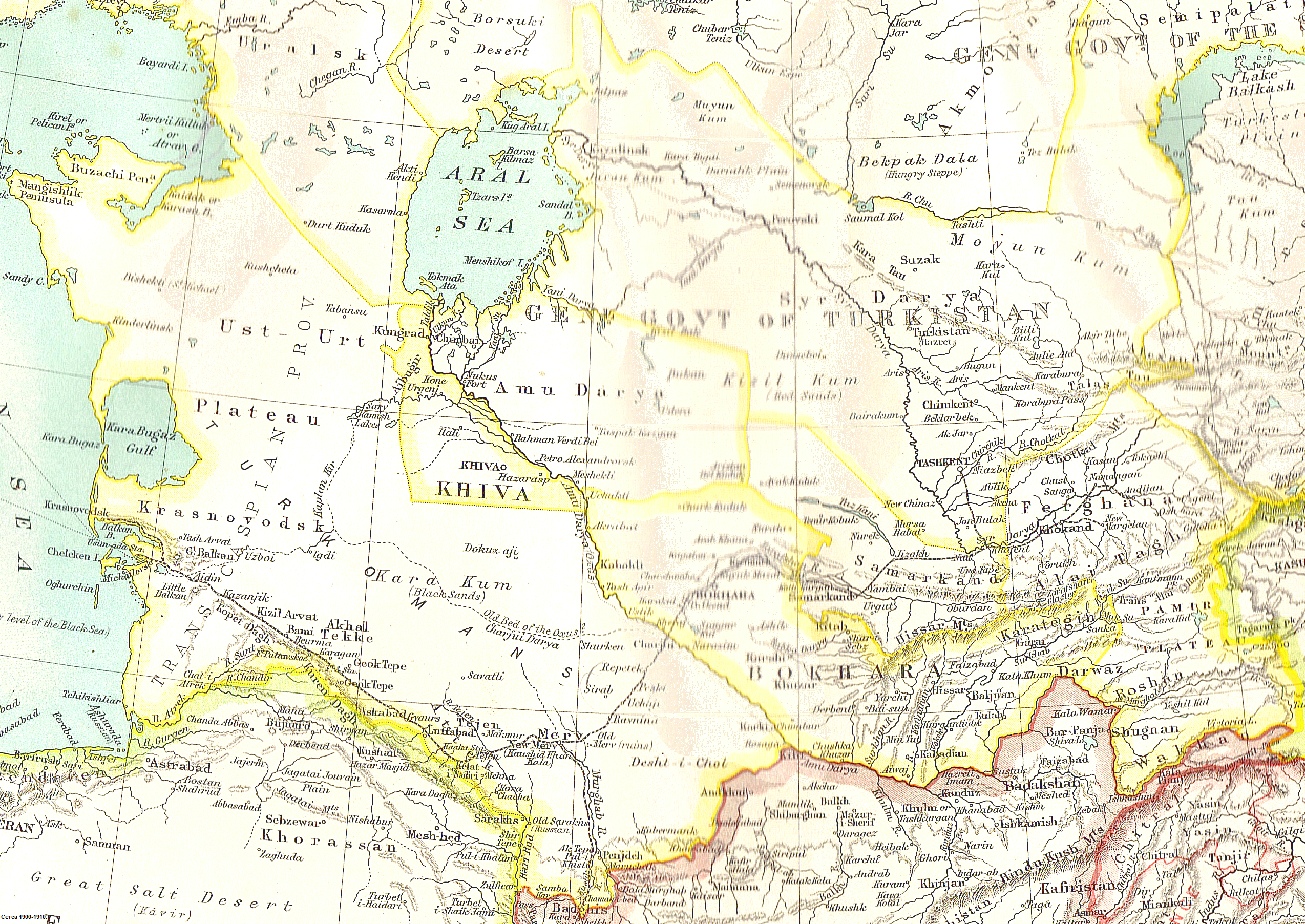
Las fronteras territoriales de Jiva, Bujará y Kokand durante el Imperio Ruso (1902-1903).

En 1897 se construyó un tramo de ferrocarril que conectó Taskent y en 1906 finalizaron las obras ferroviarias que conectaban la Rusia europea a lo largo de la estepa desde Oremburgo hasta la capital uzbeka. Esta línea permitió el asentamiento de muchos pueblos eslavos dentro del Turquestán, el cual resultó ser una inmigración masiva creada por el Departamento de Inmigración de San Petersburgo. El resultado de la ola de inmigrantes fue el desencadenante del descontento por parte de la población local puesto que los recursos básicos (comida y agua) podrían escasear. Finalmente, en 1916 se produjo una revuelta a causa del decreto que obligaba a los nativos a entrar en campos de trabajo militar cuando antes estaban exentos. Miles de colonos fueron asesinados y el Imperio Ruso respondió con represalias, en especial contra la población civil. La lucha por las tierras y el agua provocaron conflictos entre los kazajos y los colonos con el resultado de un resentimiento generalizado hacia las órdenes colonistas durante los últimos años de la Rusia zarista. Los kazajos atacaron varias aldeas rusas y cosacas y masacraron a la población. Los rusos no dudaron en responder de la misma manera. Las fuerzas militares forzaron a cerca de 300.000 kazajos a exiliarse a las montañas o a China, pero al año siguiente, cerca de 80.000 regresaron a su país y fueron ejecutados por el ejército del Zar. El orden todavía no se restableció cuando en 1917 se produjo la Revolución de Febrero que resultó ser uno de los capítulos más sangrientos de la historia del Turquestán. Tanto los bolcheviques del Soviet de Taskent (en su mayoría: soldados rusos y trabajadores ferroviarios) atacaron el movimiento jadid en Kokand a principios de 1918 causando 14.000 fallecidos. La resistencia de la población local frente a los bolcheviques duró hasta los años 1920.
Durante la hambruna de 1921 a 1922, otro millón de kazajos murieron de hambre. Hoy en día, se estima que la población de Kazajistán podría haber alcanzado los 20 millones de no haberse producido tal masacre.[cita requerida]

### Sublevación Kengir
Durante el mandato de Stalin, se construyó un campo de prisioneros en un gulag cercano a Kengir a orillas del río Kengir en Kazajistán central. Este suceso fue mencionado en el libro Archipiélago Gulag de Aleksandr Solzhenitsyn. La ubicación del campo estuvo cerca de Dzhezkazgan. En 1954 se produjo una revuelta organizada por presos políticos, criminales y otros prisioneros.

## Industria

### Petróleo y gas
Tras la II Guerra Mundial, el Gobierno soviético levantó varias industrias en Kazajistán con instalaciones petrolíferas que abastecieron la región asiática central soviética durante varios años. En Uzbekistán también se halló gas y en Turkmenistán ambos elementos.
La parte central de la depresión geológica del Valle de Ferghana y la geología del terreno se caracteriza por su profundo y rocoso yacimiento de entre seis y siete km con sedimentos originarios del pérmico-triásico. Algunos de estos sedimentos se componen de carbonatos marinos y arcilla. La falta de anticlinales asociados con la escasez de petróleo y gas natural se descubrieron en 52 campos pequeños.
La provincia kazaja de Mangystau tiene un área de 165.600 km² y una población de 316.847 habitantes. Es la región principal en producción de gas y petróleo. En 1961 se construyó la localidad de Aktau en la península de Mangyshlak para los trabajadores. A lo largo de los años llegaron obreros de todas partes de Rusia y Ucrania especializados en yacimientos de petróleo y químicos. Los ingenieros, tras varios días de trabajo encontraron gran cantidad de crudo y petróleo en el área durante la época soviética y construyeron un puerto comercial en el mar Caspio.
Desde 1964 hasta 1991, la ciudad fue renombrada con el nombre de Shevchenko en homenaje al poeta ucraniano Taras Shevchenko, el cual fue deportado a una localidad remota por sus creencias políticas. La temperatura media en enero es de -3° y en julio de 24°, en cuanto a las precipitaciones anuales caen 150 mm. En 2004, la población era de 154.500.

### Metalurgia

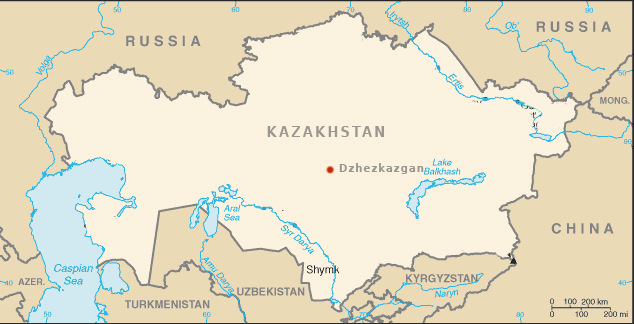
Localización de Zhezkazgan

Durante los años 1970, Kazajistán empezó a producir refinerías de estaño y uranio. En el sur del país también se levantaron otras de vanadio y cobalto. Durante esa década también se produjo uranio en Uzbekistán.
En 1938 se construyó la ciudad de Dzhezkazgan junto a unos depósitos ricos en cobre. En 1973, el complejo metalúrgico se fue expandiendo hacia el sureste hasta que este estaba listo para su transporte en cualquier parte. Otros metales extraídos y procesados son el manganeso, acero y oro. Cerca del río Kara-Kengir existe una reserva y una localidad con una población cercana a 90 000 habitantes según el censo de 1999.
El área urbana incluye la localidad adyacente de Satpayev con una población de 148 700 habitantes, de los cuales, un 55 % son kazajos, un 30 % rusos y el resto se divide entre ucranianos, alemanes, chechenos y coreanos. El clima de Dzhezkazgan es continental de interior con temperaturas medias máximas de 24° en julio y mínimas de -16° en enero.
Actualmente la ciudad es sede del conglomerado de cobre Kazakmys, compañía principal con filiales en China, Rusia, Francia y Reino Unido.

### Cemento
El cemento fue la principal industria en las ciudades de Shymkent y Dusambé en el sur de la región.

### Hidroeléctricas
A principios de los años 70, los soviets empezaron a construir estaciones de energía hidroeléctricas en el este de Kazajistán, Kirguistán y Tayikistán como plan de desarrollo. Las aguas del río Ili y del lago Baljash están considerados de vital importancia económica para Kazajistán. La presa hidroeléctrica se encuentra en Kaptchagayskoye y el río está diversificado para la irrigación agrícola e industrial.

### Algodón
Los soviets empezaron a cultivar algodón en Uzbekistán tras aprobar la campaña de las Tierras Vírgenes y el uso en masa del [ahora seco] mar de Aral, desértico por la irrigación durante los años 50. Durante el periodo soviético se construyeron varios canales de regadío para regar los campos de algodones a través del río. En consecuencia, el mar desapareció. Actualmente, millones de personas trabajan en tales asentamientos sin que quede claro que la situación pueda mejorar.

### Cosmódromo de Baikonur
El 2 de junio de 1955 se construyó el cosmódromo de Baikonur durante la Guerra Fría como una de las bases de misiles nucleares de largo alcance de la región, pero acabó sirviendo para misiones espaciales.
El 8 de junio de 2005, el Consejo de la Federación Rusa ratificó un acuerdo entre Rusia y Kazajistán para disponer del cosmódromo hasta 2050.

## Cultura, religión y etnicidad

Mapa étnico y lingüístico de Asia Central.

La mayor parte de la población son nómadas de origen túrquico al igual que los kazajos o turcoparlantes asentados en Uzbekistán. Otros agricultores como los tayikos y los bujaros son iranios mientras que en Kirguistán existe un importante asentamiento mongol. Durante la época comunista, la comunidad eslava creció rápidamente en la región siendo el principal grupo étnico. La población eslava era ortodoxa mientras que el resto eran Sunitas. A lo largo de los años, el gobierno soviético ha expulsado a gente de varias nacionalidades de sus tierras, como los turcos del Meshketian y los alemanes del Volga. Acto seguido, los bolcheviques procedieron a cerrar mezquitas e iglesias desde los años 1930 hasta que abandonaron la persecución religiosa en la década de 1980.